# Tithorea irene
Tithorea irene är en fjärilsart som beskrevs av Dru Drury 1782. Tithorea irene ingår i släktet Tithorea och familjen praktfjärilar. Inga underarter finns listade i Catalogue of Life.